# Cratere Alofi
Alofi è un cratere sulla superficie di Marte.